# Linki (województwo pomorskie)
Linki – osada w Polsce położona w województwie pomorskim, w powiecie sztumskim, w gminie Mikołajki Pomorskie.
Nazwy historyczne. LINKI. 
Felde Broidin. - 1258 r. Lynken. - 1330 r. Linki - 1744 r. Linken. - 1773 r. Linki - 1945 r. 
Geschichte des Stuhmer Kreises. 
Dr.F.W.F.Szmitt. 
Thorn 1868.
Wieś szlachecka położona była w II połowie XVI wieku w województwie malborskim. W latach 1975–1998 miejscowość administracyjnie należała do województwa elbląskiego.
Historia. LINKI - niem. Linken. 
Dok. z 1330 r. Linken rycerskie dobra pow. Sztumski przy granicy Prus wschodnich. 
Prastara osada pruska, pierwotnie nazywała się pole Broidin. 
W 1258 r. wdowa Udalgardis nabyła 18 włók od Konrada z Broidin. 
Ród Linkego z Linken pod Sztembarkiem już w początku XIV w. był polski, czego dowodem jest Janusz (Janusach) dictus Linken 1323 
1582 r. - Zakrzewski (Saczszewski) 
1604 r. - Felden-Zakrzewski. 
1672 - 1782 r. - Schack v. Wittenau. 
1782 r. - Graf von der Goltz. 
1787 r. - Graf von Rittberg.
1860 r. - Augustyn Seyffarth.
1880 r. - Gustaw Peters.
1914 -1945 r. - Ernst Hoffman.